# Neochodaeus frontalis
Neochodaeus frontalis is een keversoort uit de familie Ochodaeidae. De wetenschappelijke naam van de soort is voor het eerst geldig gepubliceerd in 1863 door LeConte.